# Коллінські ворота
Коллінська брама (лат. Porta Collina) — колишня міська брама античного Сервіївого муру в Римі.

## Історія

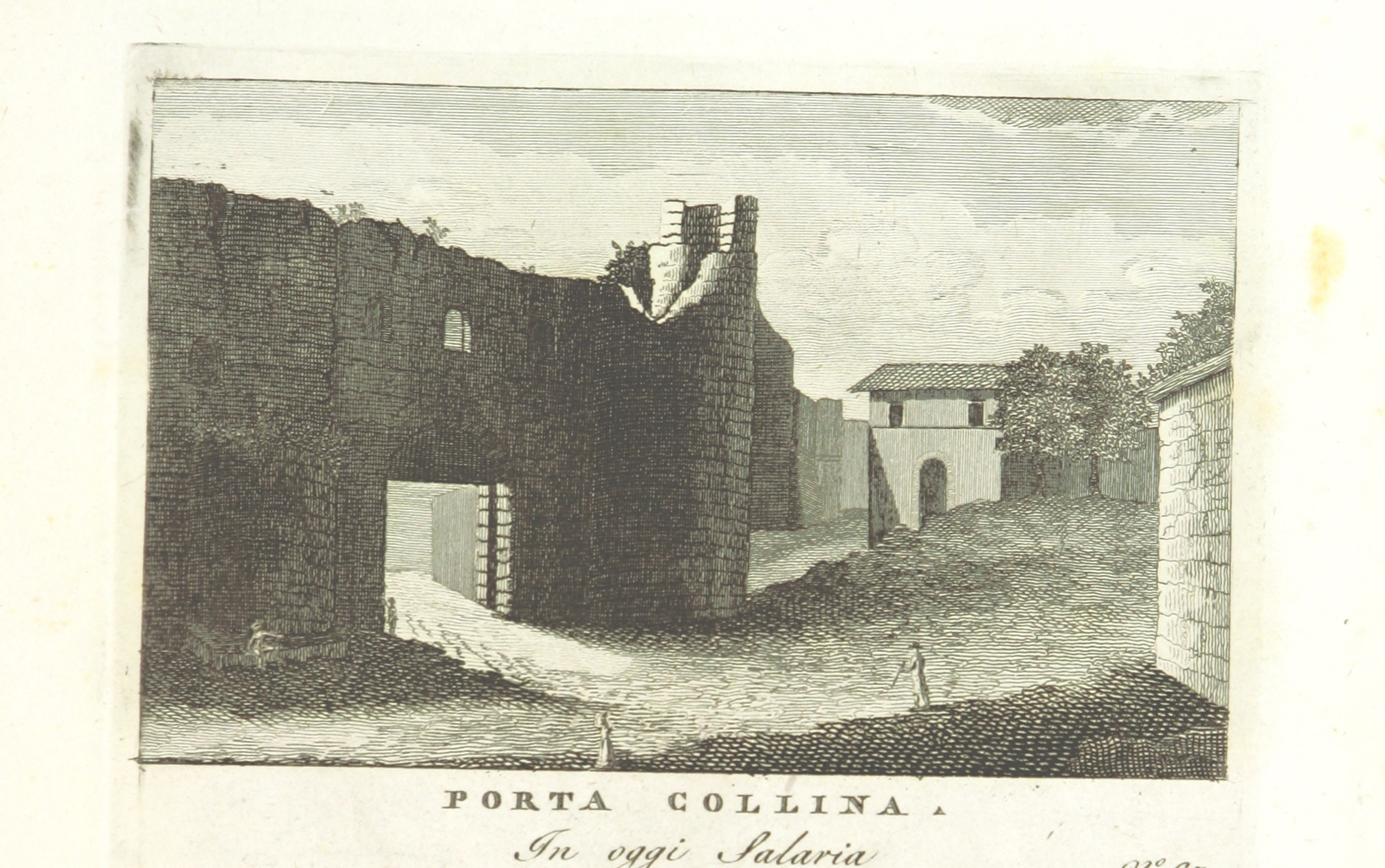

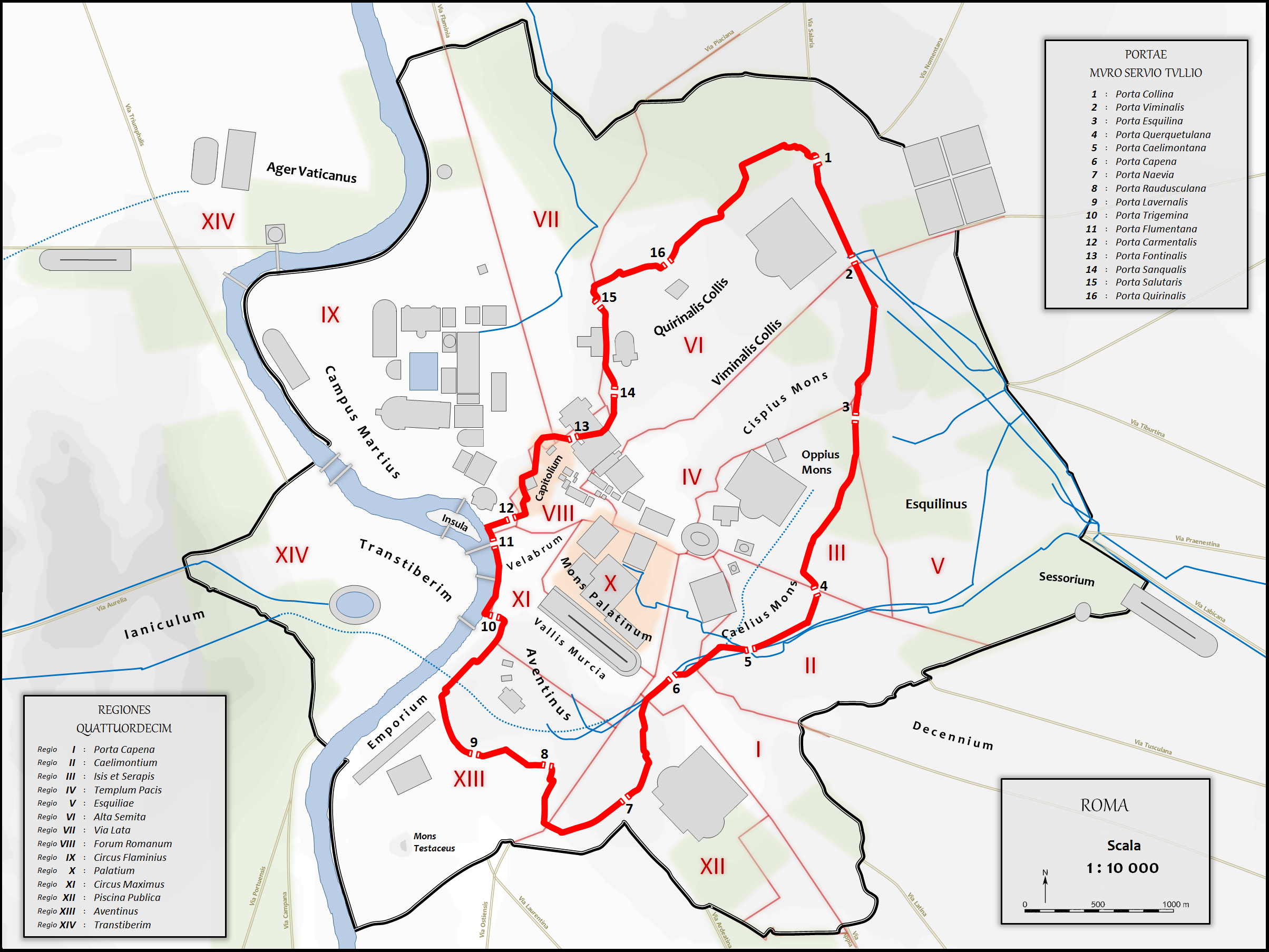
1. 1 — Коллінськабрама

Розташовувалися Коллінська брама у північній частині міських мурів на пагорбі Квіринал (лат. collis Quirinalis), за назвою «пагорбу» брама отримала свою назву.
Біля Коллінської брами починалися дві великі дороги, які вели на північ: Соляна дорога і Номентанська дорога.
Галли на початку IV століття до н. е. пройшли через Коллінську браму в Рим. Інша згадка про браму датується 211 роком до н. е. коли Ганнібал підійшов до Рима, то він зупинився біля Коллінської брами.
У Коллінській брамі відбулася битва Сулли та його прихильників проти самнітів і луканів у 82 до н. е..
Руїни Коллінської брами виявлені у XIX столітті під час будівництва будівлі міністерства фінансів на перехресті вулиць італ. Via XX Settembre і італ. Via Goito.